# Crossopalpus subaenescens
Crossopalpus subaenescens är en tvåvingeart som beskrevs av Collin 1960. Crossopalpus subaenescens ingår i släktet Crossopalpus och familjen puckeldansflugor. Inga underarter finns listade i Catalogue of Life.